# 北海道道219号新開旭川線
北海道道219号新開旭川線（ほっかいどうどう219ごう しんかいあさひかわせん）は、北海道旭川市内を結ぶ一般道道（北海道道）である。

## 概要

### 路線データ
- 起点：北海道旭川市西神楽南13号（北海道道579号新開西神楽停車場線交点）
- 終点：北海道旭川市1条通9丁目（北海道道20号旭川停車場線・北海道道98号旭川多度志線交点）
- 路線延長：9.5km（総延長）

## 歴史
- 1954年（昭和29年）3月30日 - 98号として路線認定[1]。
- 1994年（平成6年）10月1日 - 路線番号を219号に変更[2]。

## 路線状況

### 重複区間
- 旭川市神居町雨紛 - 旭川市西御料4条1丁目（北海道道90号旭川環状線）
- 旭川市西御料4条1丁目 - 旭川市神楽4条12丁目（国道237号）
- 旭川市1条通19丁目 - 旭川市1条通9丁目（北海道道294号東川東神楽旭川線・北海道道1160号旭川旭岳温泉線）

### 道路施設
主な橋梁
- 新神楽橋（忠別川）＝神楽岡公園 - 宮前通東

新神楽橋の新設により、神楽橋から経路変更となった。

## 地理

### 通過する自治体
- 上川総合振興局
  - 旭川市

### 交差する道路
旭川市
- 北海道道579号新開西神楽停車場線 - 西神楽南13号（起点）
- 北海道道937号上雨紛台場線 - 神居町上雨紛
- 北海道道90号旭川環状線 - 神居町雨紛、西御料4条1丁目（重複）
- 国道237号 - 西御料4条1丁目、神楽4条12丁目（重複）
- 北海道道294号東川東神楽旭川線・北海道道1160号旭川旭岳温泉線 - 1条通19丁目、1条通9丁目（重複）
- 北海道道20号旭川停車場線 - 1条通9丁目（終点）
- 北海道道98号旭川多度志線 - 1条通9丁目（終点）

### 沿線にある施設など
旭川市
- 旭川市立上雨紛小学校 - 神居町雨紛380
- JR北海道 富良野線 緑が丘駅 - 神楽岡13条9丁目
- セブン-イレブン旭川神楽岡14条店 - 神楽岡14条5丁目1-7
- 旭川市立神楽岡小学校 - 神楽岡14条3丁目
- 旭川信用金庫神楽支店南出張所 - 神楽岡14条3丁目
- JR北海道 富良野線 神楽岡駅 - 神楽4条14丁目
- 神楽岡公園 - 神楽岡公園
- 旭川市科学館 サイパル - 宮前通東
- 旭川合同庁舎東館 - 宮前通東4155-31
- 旭川地方法務局 - 宮前通東4155-31